# Воздвиженка (Агаповский район)
Воздвиженка — посёлок в Агаповском районе Челябинской области. Входит в состав Светлогорского сельского поселения.

## География
Посёлок находится на юго-западе Челябинской области, на левом берегу реки Урал, на расстоянии 24 км по прямой к юго-западу от села Агаповка, административного центра района. Абсолютная высота 317 метров над уровнем моря.

## Население
| 1970 | 1995 | 2002 | 2010 |
| ---- | ---- | ---- | ---- |
| 448  | ↘331 | ↘267 | ↗268 |

Гендерный состав
По данным Всероссийской переписи населения 2010 года в гендерной структуре населения мужчины составляли 48,9 %, женщины — 51,1 %.
Национальный состав
Согласно результатам переписи 2002 года, в национальной структуре населения русские составляли 68 %.

## Инфраструктура
Детский сад.

## Улицы
Уличная сеть посёлка состоит из 5 улиц.